# Hélène Bertaux
Pour les articles homonymes, voir Bertaux.
Pour l’article ayant un titre homophone, voir Hélène Berthaud.
Hélène Bertaux, plus connue sous le nom de Madame Léon Bertaux, née Joséphine Charlotte Hélène Pilate à Paris le 4 juillet 1825 de Jean Louis Hippolyte Pilate et de Marie Jeanne Planson, et morte à Saint-Michel-de-Chavaignes (Sarthe) le 20 avril 1909, est une sculptrice française et une militante pour la cause des femmes artistes, fondatrice de l'Union des femmes peintres et sculpteurs.

## Biographie
Issue d'un milieu d'artisans modestes, proches des idées saint-simoniennes favorables à l'émancipation des femmes, Hélène Pilate commence sa formation très tôt aux côtés du compagnon de sa mère, le sculpteur Pierre Hébert. Elle y réalise de nombreuses sculptures de petites dimensions, telles que des pendules, très prisées à cette époque, avant de se tourner vers des œuvres d'une taille plus importante. Par la suite, elle se forme auprès du sculpteur Auguste Dumont et, à ses trente ans, a accès au réseau de connaissances du bronzier Victor Paillard.
Mariée à Augustin-François Allélit (nom sous lequel elle expose au Salon de 1849), elle s'en sépare rapidement. Dès 1854, elle signe ses œuvres du nom de « Madame Léon Bertaux », nom de son nouveau compagnon, lui-même sculpteur, qu'elle ne peut épouser qu'en 1866, après la mort de son premier mari, le divorce étant alors interdit. Il prend par la suite la gestion des commandes d'Hélène Bertaux, afin qu'elle puisse consacrer tout son temps à son art.
Elle meurt le 20 avril 1909 à Saint-Michel-de-Chavaignes.

## Carrière artistique

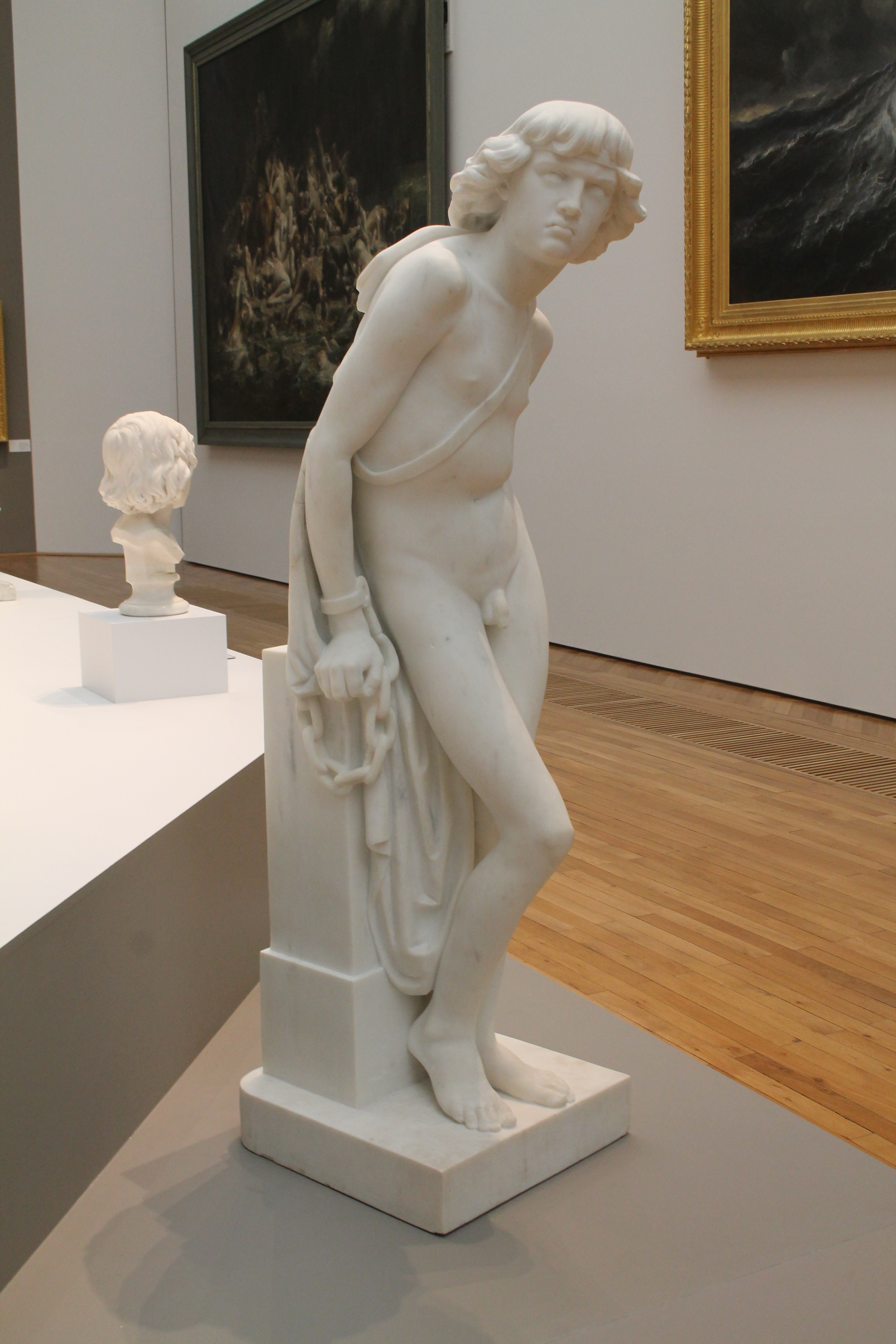
Jeune gaulois prisonnier, 1867, marbre, Nantes, musée des Beaux-Arts.

Elle se fait connaître, en début de carrière, par la commande privée d'une fontaine monumentale à Amiens (dite la fontaine Herbet, du nom du mécène commanditaire), débutée en 1863 et inaugurée en juillet 1864. Son travail sera reconnu assez tôt par ses pairs masculins, puisqu'elle reçoit commande d'un grand bas-relief — La Navigation — pour un fronton du palais du Louvre, côté Seine (1864), qui sera suivi en 1878 d'un second bas-relief — La Législation — pour un fronton côté cour du Carrousel du Louvre. À ce jour, elle demeure la seule femme à avoir pu réaliser de tels frontons à Paris. Elle a également réalisé une statue du peintre Jean Siméon Chardin pour une façade de l'hôtel de ville de Paris, lors de sa reconstruction
Au Salon, elle expose en 1864 le plâtre d'un Jeune Gaulois prisonnier (d'après son modèle Charles de Sivry, demi-frère de Mathilde Mauté, épouse de Paul Verlaine), puis en 1867 sa version en marbre. Ceci fait d'elle la première sculptrice française à oser présenter un nu masculin (non mythologique ou allégorique), au sexe visible. Puisqu"à cette époque, les femmes sont interdites de cours de nus et d'anatomie masculins,,. En 1873, elle rencontre un réel succès avec sa Jeune fille au bain. Elle est déclarée Hors Concours la même année,.  

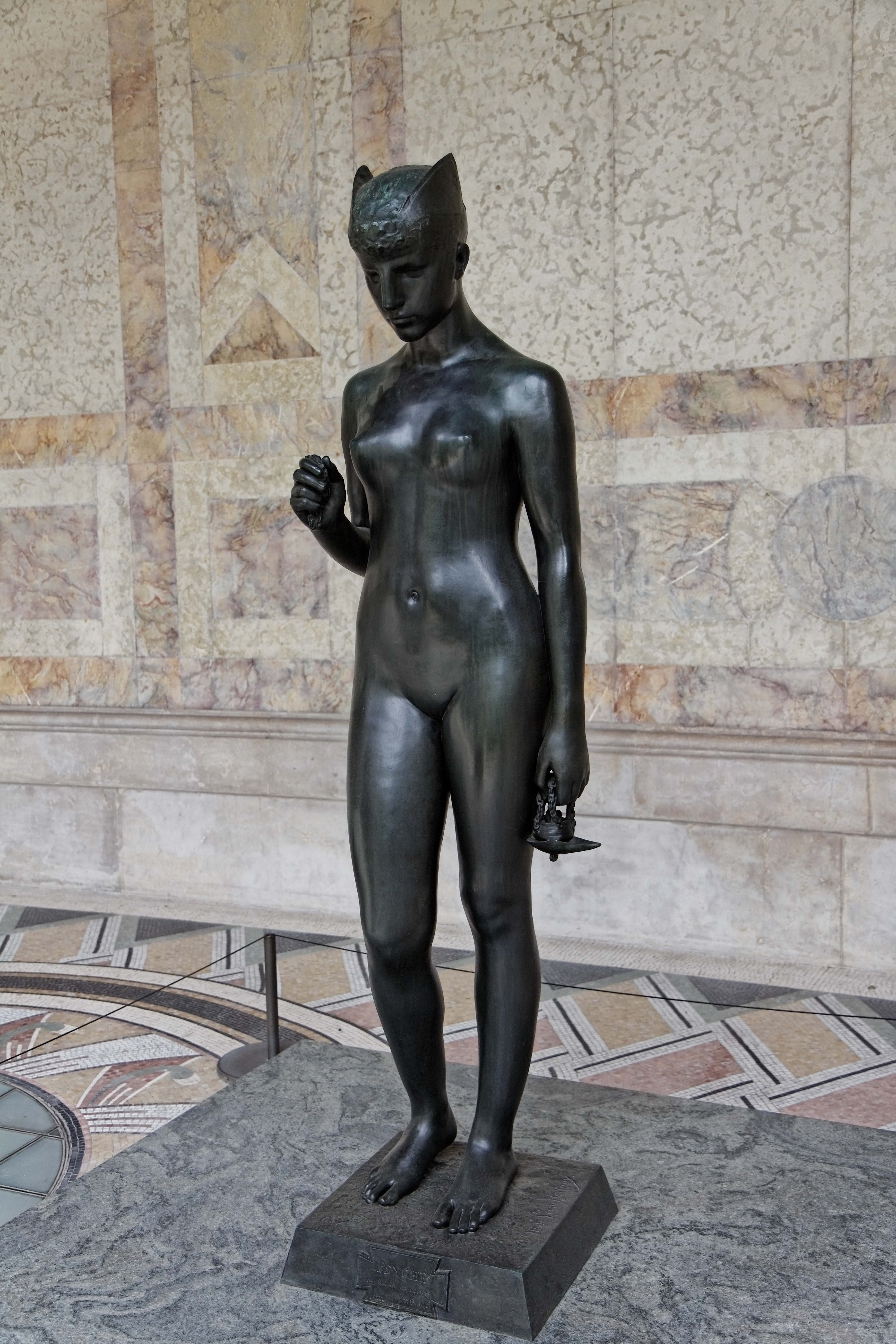
Psyché sous l'empire du mystère, bronze, Paris, Petit Palais.

Lors de l'Exposition universelle de 1889, elle est la première sculptrice à recevoir une médaille de 1re classe d'or, pour son plâtre Psyché sous l'empire du mystère.
En 1893, elle est nommée vice-présidente de la délégation de femmes françaises artistes qui, au cours de l'Exposition internationale de Chicago, exposeront volontairement dans le Woman's Building, un bâtiment créé par l'architecte Sophia Hayden, pour pouvoir exposer en dehors du Palais officiel des Beaux-Arts.
Elle est promue officier d'Académie et officier de l'Instruction publique[réf. souhaitée].
Après 1894, quand elle quitte la présidence de l'Union des femmes peintres et sculpteurs, elle poursuit sa carrière en exposant encore en 1897 au Salon de cette société ainsi qu'au Salon des artistes français  de 1900 (Fuite en Égypte). Mais elle sera, entre 1896 à 1907, la première et l'unique femme à faire partie du jury de sélection du Salon des artistes français en sculpture.

## Combat pour la place des femmes dans l'art
Au XIXe siècle, dans le monde de l'art, les femmes sont souvent considérées par les artistes masculins comme des muses et des modèles mais rarement reconnues comme artistes, à part quelques exceptions comme Rosa Bonheur ou Marcello, contemporaines d'Hélène Bertaux. À cette époque, l'École nationale des beaux-arts de Paris leur est interdite et les préjugés négatifs quant à leur capacité à produire des œuvres d'art de qualité sont encore profondément ancrés dans la société.
Devant les difficultés que rencontrent les femmes qui veulent se destiner à la sculpture, Hélène Bertaux décide alors d'ouvrir un atelier de dessin et de modelage en 1873 à Paris au 233, rue du Faubourg-Saint-Honoré. Puis en 1879, elle lance l'édification d'un grand immeuble d'ateliers, situé 147 avenue de Villiers, destinés à former des femmes à la sculpture. Ce dernier ouvrira en 1881.
En décembre 1881, elle crée avec quelques amies et élèves l'Union des femmes peintres et sculpteurs (UFPS), association reconnue d'utilité publique en 1892, dont elle sera la première présidente, jusqu'en 1894. Le but de cette association était de permettre aux femmes françaises et étrangères d'obtenir un véritable statut d'artiste et de créer une solidarité entre elles. Pour cela, elle met en place un salon annuel spécifique, sans jury de sélection, mêlant artistes débutantes et artistes reconnues. Elle en assure la promotion auprès de l'État, de la presse généraliste ou féministe, des hommes politiques et des collectionneurs.
En 1889, Hélène Bertaux va mener un autre combat de longue haleine pour tenter de réaliser son rêve : faire bénéficier les femmes de la qualité et de la gratuité de l'enseignement de l'École nationale des beaux-arts de Paris, et leur permettre d'accéder au prestigieux concours du prix de Rome. Grâce à sa mobilisation et à son acharnement, les artistes femmes y seront enfin progressivement admises entre 1897 et 1900, puis pourront participer aux différents concours, dont celui du grand prix de Rome à compter de 1903. Lucienne Heuvelmans sera la première femme artiste à qui sera décerné ce Premier Grand Prix de Rome — de sculpture, en l'occurrence — en 1911.
En 1894, en conflit ouvert avec Virginie Demont-Breton qui revendique un jury de sélection pour professionnaliser le Salon de l'Union, Hélène Bertaux se retire de la présidence de l'UFPS, tout en restant sociétaire à vie et Présidente honoraire.
Hélène Bertaux, malgré sa brillante carrière et son engagement pour les artistes femmes, meurt en 1909, quasi oubliée, à Saint-Michel-de-Chavaignes (Sarthe), au château de Lassay. Elle y est inhumée dans le cimetière communal. Cette commune a créé un prix à son nom dans les années 2010.

## Salons et expositions
- Salon de l'Académie des beaux-arts :
  - 1849 : Portrait de Melle Gabrielle de V… (sous le nom de son premier mari « Allélit ») ;
  - 1857 : Portrait de M. P. de B… ;
  - 1861 : Assomption de la Vierge, groupe (plâtre), L'Hiver bas-relief (bronze) ; Pour les pauvres, s'il vous plaît, groupe formant un tronc (bronze) ;
  - 1863 : Assomption de la Vierge, bas-relief (bronze), Couronnement de la Fontaine Herbet à Amiens, groupe (bronze), mention honorable ;
  - 1864 : Jeune Gaulois prisonnier, statue (plâtre) ;
  - 1865 : L'Amour dominateur ;
  - 1867 : Jeune Gaulois prisonnier, statue (marbre) ;
  - 1866 : Les Caresses fatales ;
  - 1868 : Saint Mathieu, statue (plâtre), Saint-Philippe, statue (pâtre) ;
  - 1873 : Jeune fille au bain (plâtre) ;
  - 1874 : Jeune Gaulois prisonnier, statue (bronze) ;
  - 1875 : Le Printemps, buste (bronze) ;
  - 1876 : Une jeune Fille au bain (marbre) ;
  - 1880 : Portrait de M. Émile Cardon, buste (bronze).
- Salon de la Société des artistes français
  - 1881 : Buste de Sophie Arnould (marbre), Buste de Louise Belloc (marbre) ;
  - 1882 : Portrait de M. Marc Buttet du Bourget ;
  - 1885 : Buste de François Boucher (marbre) ;
  - 1889 : Psyché sous l'empire du mystère, statue (marbre) ;
  - 1900 : En Égypte ou Vierge à l'Enfant, statue (marbre).
- Salon de l'Union des femmes peintres et sculpteurs de 1882 à 1897.
- Expositions universelles
  - 1878, Paris : "Jeune prisonnier" (bronze) ; "Une jeune fille au bain" (marbre) mention honorable ;
  - 1889, Paris : Psyché sous l'empire du mystère (plâtre),  médaille de 1ère classe ; Jeune fille au bain (bronze) ;
  - 1893, Chicago (Woman's Building) : Buste de Sophie Arnould (marbre) . Jeune fille au bain (bronze), Psyché sous l'empire du mystère (bronze) ;
  - 1900, Paris : Psyché sous l'empire du mystère (bronze).

## Œuvres

### Œuvres visibles dans l'espace public ou dans les collections muséales
France
- Amiens :

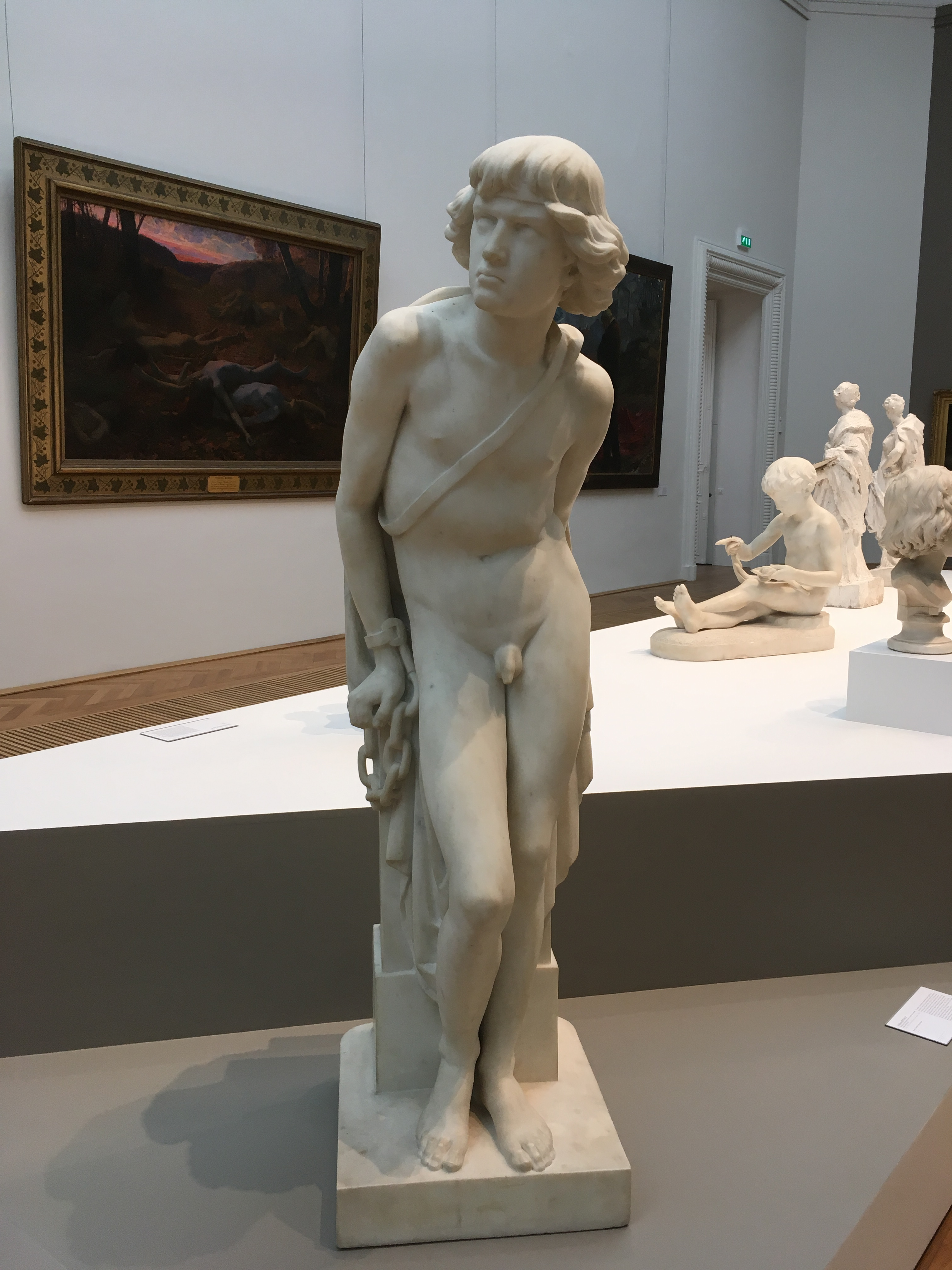
Jeune Gaulois prisonnier (1867), marbre, musée des Beaux-Arts de Nantes.

  - place Longueville : Fontaine Herbet, 1864, bronze, envoyée à la fonte sous le régime de Vichy en 1941[5],[21].
  - musée de Picardie :
À la mort d'Hélène Bertaux, son mari, qui fut aussi son praticien, réalisa un exemplaire en marbre de quatre œuvres majeures de sa femme qu'il légua au musée à sa mort en 1915 :
    - Psyché sous l'empire du mystère ; Jeune Gaulois prisonnier ; Jeune fille au bain[22] ; Buste de Sophie Arnould. Ce sont donc des copies et non les originaux.
- Autun, musée Rolin : Jeune Gaulois prisonnier, 1874, statue en bronze.
- Chalon-sur-Saône, musée Vivant-Denon :
  - Jeune fille au bain, 1873, plâtre ;
  - Le Printemps, 1875, marbre.
- Chambéry, musée des Beaux-Arts : Portrait de Marc de Buttet du Bourget (1850-1914), 1882.
- Grenoble, musée-bibliothèque : La Sculpture, 1872, statue en pierre.
- Lafrançaise, place de la République : Jeune fille au bain ou Sarah la baigneuse, 1876, marbre.
- Nantes, musée des Beaux-Arts : Jeune Gaulois prisonnier, 1867, statue en marbre, d'après le plâtre original non localisé de 1864.
- Paris :
  - église Saint-Laurent :
    - Saint Matthieu, 1868, statue en pierre ;
    - Saint Philippe, 1868, statue en pierre.

  - église Saint-François Xavier, tympan du portail central : Agneau pascal sur le livre des sept sceaux, 1868, bas-relief en pierre.
  - hôtel de ville, façade est, au second niveau : Jean Siméon Chardin (1699-1779), 1881, statue en pierre.
  - Institut national des jeunes aveugles : Pierre-Armand Dufau, 1877, buste en marbre.
  - Palais du Louvre :
    - La Navigation, 1865, bas-relief ;
    - La Législation, 1878, haut-relief ;
    - Moïse, bas-relief ;
    - Charlemagne, bas-relief.

  - Palais Garnier :
    - Sophie Arnould, 1881, buste en marbre ;
    - François Boucher, 1885, buste en marbre.

  - Palais du Luxembourg : Psyché sous l'emprise du mystère, 1889, statue en marbre.
  - Petit Palais :
    - Psyché sous l'empire du mystère, statue en bronze, présentée à l'Exposition universelle de Chicago de 1893.
    - Jeune fille au bain, statue en bronze, présentée à l'Exposition universelle de Chicago de 1893.

  - Cimetière du Père-Lachaise :
    - Médaillon en bronze, 1889, pour la tombe du compositeur et violoniste Eugène Gautier (en réserve à la Conservation)

- Saint-Amand-les-Eaux : L'Ensevelissement du Christ, 1877, marbre. À l'origine à l'église des Augustins de Cambrai.
- Saint-Gratien, église : 
  - Les trois Vertus théologales, 1859, bénitier monumental en bronze ;
  - Pour les pauvres s'il-vous-plaît, 1861, tronc à quêter en bronze.
- Saint-Michel-de-Chavaignes, église : Vierge à l'Enfant ou En Égypte, plâtre original.
- Sens, parc public, boulevard du Centenaire : Vierge à l'Enfant ou En Égypte, 1900, marbre.
- Sète, musée Paul-Valéry : Psyché sous l'empire du mystère, 1889, plâtre original, médaille d'or à l'Exposition universelle de 1889.
- Vannes, musée des beaux-arts : Assomption de la Vierge, 1861, bronze, dépôt du Fonds national d'art contemporain.

### Œuvres d'édition industrielle
Les statues des quatre saisons — Le Printemps, L'Été, L'Automne et L'Hiver — ont été éditées en fonte par la fonderie Durenne et diffusées en France (Fleurance, Savigny-sur-Orge, Montier-en-Der, Fleurance, Saint-Dizier), au Portugal (dans les jardins du Palácio de Cristal à Porto et au Chili (au parc Isadora Cousiñ à Lota et sur la plaza de Armas à Santiago de Chile). Au Mexique, elles sont situées dans l'Alameda Central à Mexico ainsi que dans le Zócalo de la ville de Puebla.

Œuvres d'Hélène Bertaux
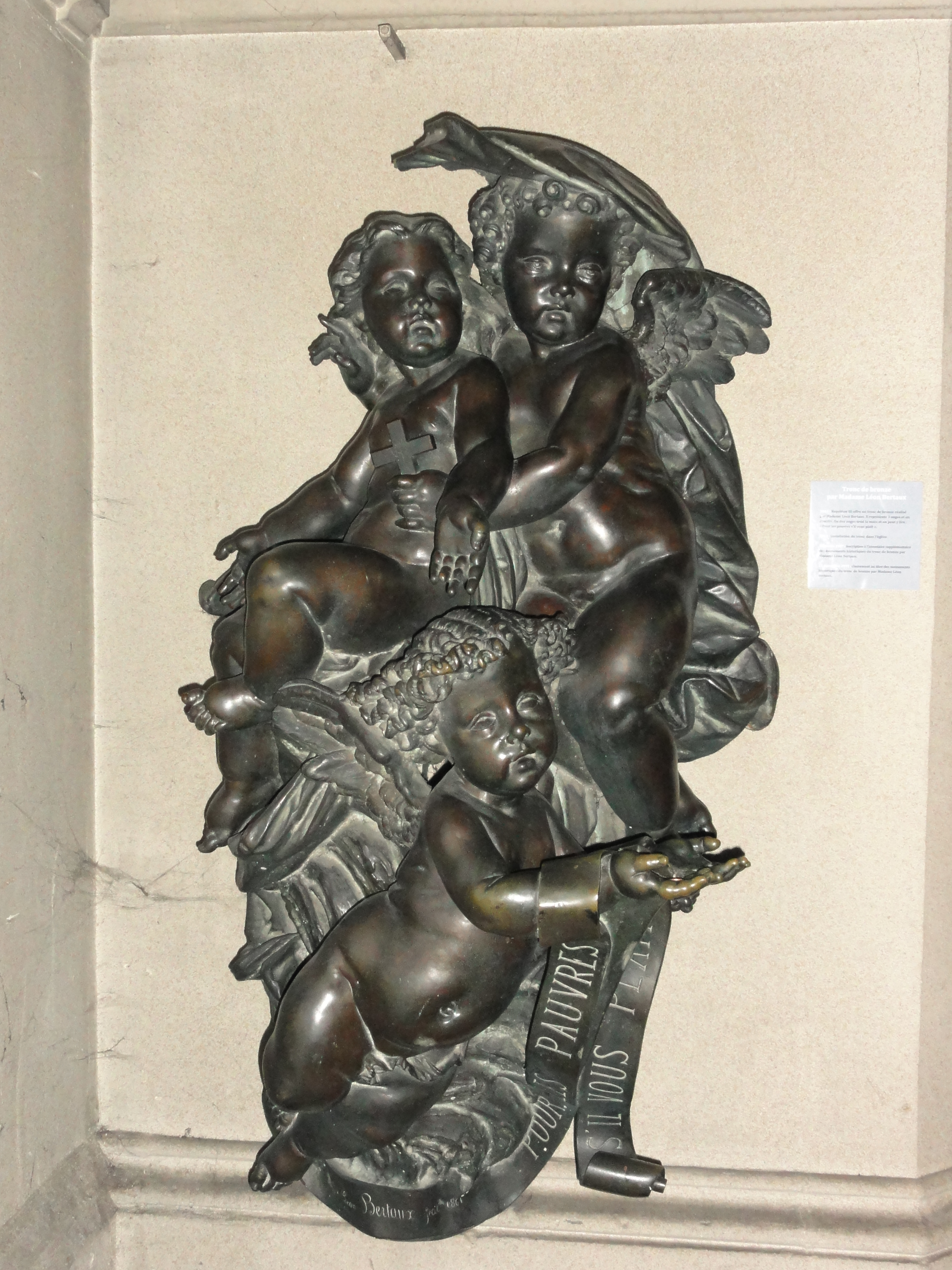
Pour les pauvres s'il-vous-plaît (1861), tronc à quêter, église de Saint-Gratien.
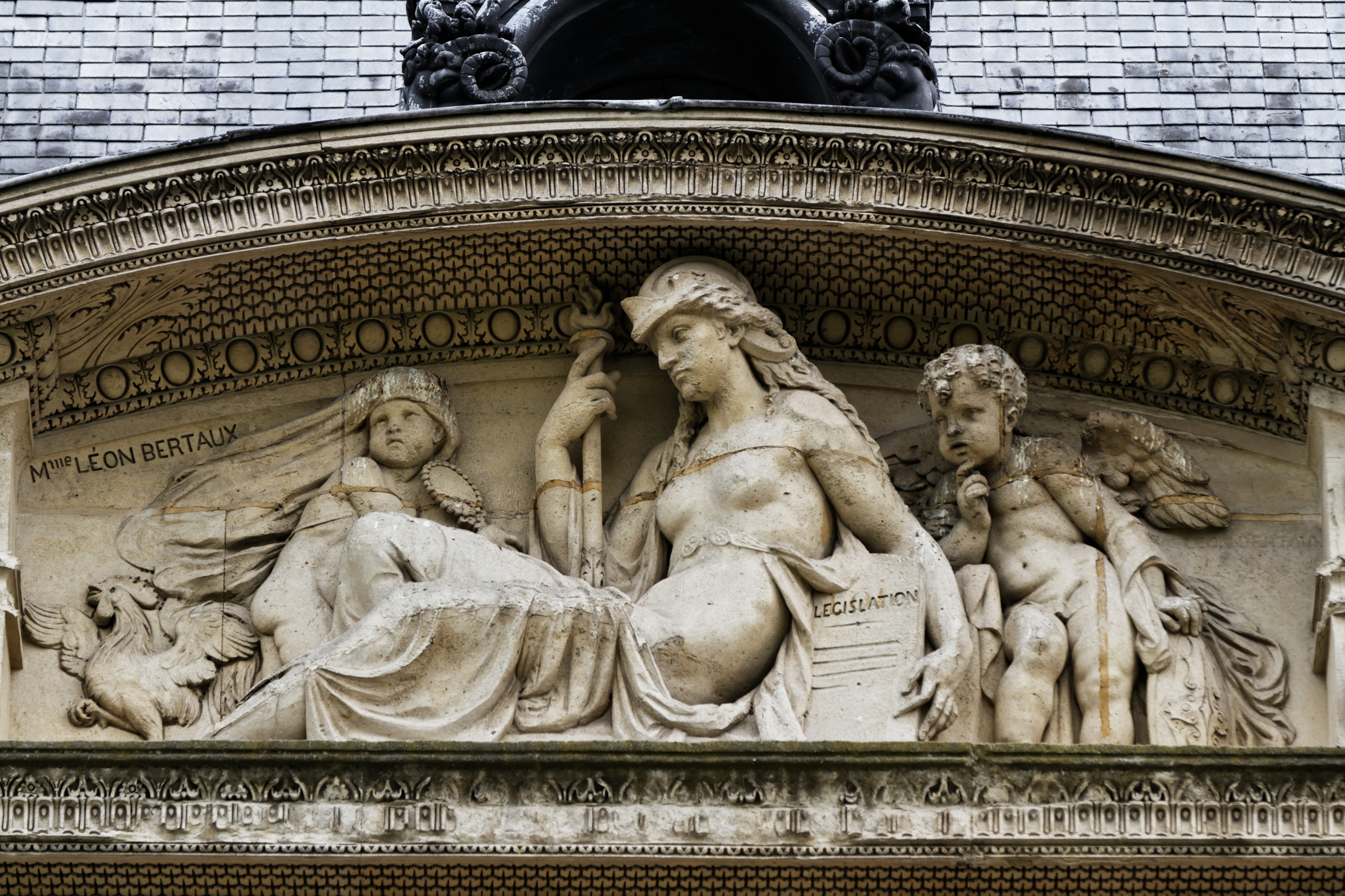
La Législation (1878), Paris, palais du Louvre.
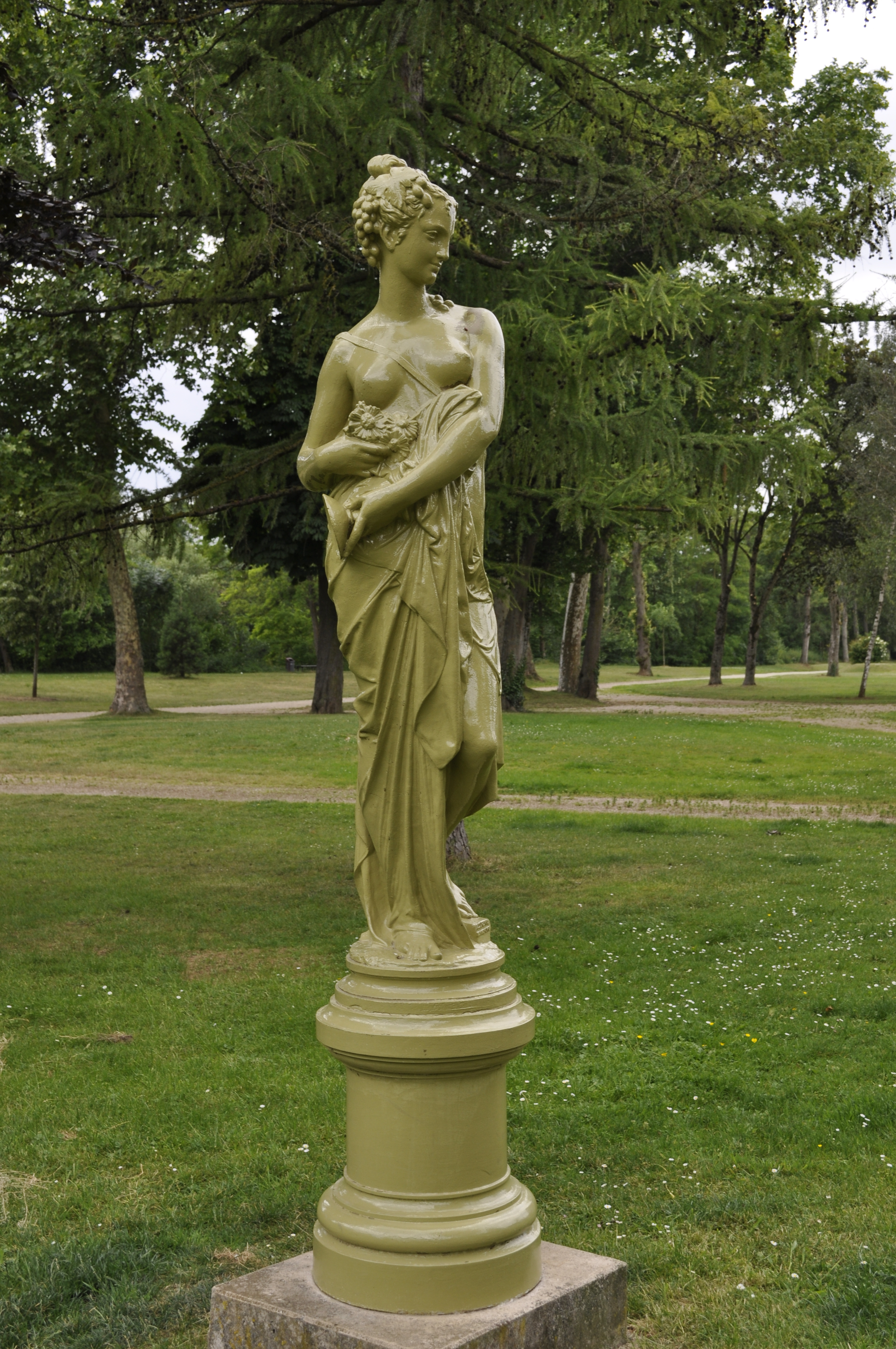
L'Automne, statue en fonte, Saint-Dizier, parc du Jard.

## Distinctions
- Officier d'académie
- Officier de l'Instruction publique

### Iconographie
- Étienne Carjat, « Hélène Bertaux », dans Recueil. Photographies positives. Œuvre d'Étienne Carjat (deux photographies), Paris, Bibliothèque nationale de France, 1864

.

### Liens externe
- Ressources relatives aux beaux-arts :   - AGORHA
  - Artists of the World Online
  - Bénézit
  - British Museum
  - Mapping Sculpture
  - Musée d'Orsay
  - Union List of Artist Names
- Notice dans un dictionnaire ou une encyclopédie généraliste :   - Dictionnaire universel des créatrices
- Notices d'autorité :   - VIAF
  - ISNI
  - BnF (données)
  - IdRef
  - LCCN
  - GND

- [PDF] Valentine Orieux et Sylvie Lemercier, « Hélène Bertaux, une artiste engagée réalisée », sur le site Villes et pays d’art et d’histoire.